# Volkskunde
Volkskunde ist eine Kultur- und Sozialwissenschaft, die sich vorwiegend mit der Geschichte und Gegenwart von Erscheinungen der menschlichen Alltags- und Populärkultur beschäftigt. An deutschsprachigen Hochschulen wird das Fach auch geführt als Europäische Ethnologie, Vergleichende Kulturwissenschaft, als Empirische Kulturwissenschaft, Populäre Kulturen oder als Kulturanthropologie (was ihm die scherzhafte Bezeichnung „Vielnamenfach“ eingetragen hat), wobei die Umbenennungen auch einen Neuorientierungsprozess weg von der traditionellen Volkskunde bedeuteten. Der Schwerpunkt liegt dabei im europäischen Milieu, wobei Prozesse wie Globalisierung oder Transnationalisierung den Blick über die Grenzen Europas hinaus notwendig machen. Dabei ergeben sich Überschneidungen mit den weltweit forschenden Fachrichtungen, beispielsweise der Ethnologie (Völkerkunde) und der Sozialanthropologie.

## Gegenstandsbereich
Die Volkskunde untersucht kulturelle Phänomene der materiellen Kultur (etwa Arbeitsgeräte, Bräuche, Volkslieder) sowie die subjektiven Einstellungen der Menschen zu diesen. Die Arbeitsfelder des so genannten traditionellen Kanons (etwa Brauch, Volkslied, Sage, Hausforschung) mit ihrem Fokus auf ländliche Bevölkerungsschichten standen lange im Mittelpunkt volkskundlicher Forschung. Seit ihrer Neuorientierung in den 1960er- und 1970er-Jahren versteht sich die Volkskunde als eine Kulturwissenschaft, die Kultur in einem weiten und dynamischen Sinn als den gesamten Lebenszusammenhang einer bestimmten (sozialen, religiösen oder ethnischen) Gesellschaft oder gesellschaftlichen Gruppe versteht. Durch ihre Quellenvielfalt (empirische Methoden, Bildanalyse, Objektanalyse, schriftliche Quellen) kann so der räumliche, soziale und historische Kontext stets mit berücksichtigt werden.
Aufgrund der Fülle an Kulturphänomenen gibt es eine große Anzahl volkskundlicher Arbeitsfelder: Arbeiter-, Bild-, Brauchforschung, Erzähl-, Familien-, Gemeinde- und Stadt(teil-)forschung, Geräte-, Geschlechter- (oder Frauenforschung), Interethnische Forschung, Kleidungs- (ursprünglich Trachtenforschung), Leser- und Lesestoff-Forschung, Lied- und Musikforschung, Medien-, Medialkultur-, Nahrungsforschung, Reise- und Tourismusforschung, Volksfrömmigkeits- sowie Volksschauspielforschung. Weitere Schwerpunkte sind u. a. Bodylore, Interkulturelle Kommunikation, Rechtliche Volkskunde, Wohnen und Wirtschaften sowie Museologie und Sachkulturforschung.
Museen stellen nach wie vor eines der wichtigsten volkskundlichen Arbeitsfelder dar. Die Forschungsergebnisse werden dabei in einigen Museumsarten entweder als Schwerpunkte präsentiert u. a. in Volkskundemuseen, Freilichtmuseen, Heimatmuseen, Bauernhofmuseen oder bilden einen wichtigen Bestandteil beispielsweise in vielen Regional-, Landes- und Nationalmuseen.
Meist von Problemen der Gegenwart ausgehend, ohne sich jedoch auf solche zu beschränken, thematisiert sie Kulturkontakte, -entwicklungen oder -strömungen und geht dabei sowohl empirisch als auch hermeneutisch vor. Die Beschäftigung mit Fragen des beschleunigten Wissenstransfers, der gesellschaftlichen Mobilität, der Multikulturalität und des Kulturtransfer sowie der Migration, Integration und Ausgrenzung sind einige Beispiele für moderne Forschungsthemen.
Wichtige Nachbardisziplinen der Volkskunde sind im gegenständlichen Bereich Literatur-, Kunst- und Musikwissenschaft; bezüglich der Betrachtungsweise Kultur-, Alltags-, Sozial- und Wirtschaftsgeschichte, Geographie, Kultursoziologie und Sozialpsychologie; hinsichtlich des Forschungsziels Ethnologie, Kulturanthropologie sowie, teilweise, die Politikwissenschaft. Im Schnittbereich zur Rechtsgeschichte ist die Rechtliche Volkskunde angesiedelt.

## Methoden
Mit der Vielfalt der Forschungsfelder geht ein methodenpluralistischer Ansatz einher. Dieser umfasst die archivalische Quellenforschung und die Analyse materieller Kultur ebenso wie die Bildforschung, die Foto- und Filmanalyse, sowie die Diskurs- und die Medienanalyse. Als Wissenschaft mit vor allem empirischer Vorgehensweise, verwendet sie außerdem qualitative Methoden, wie die Feldforschung und die Teilnehmende Beobachtung sowie wissenschaftliche Interviews, wie das narrative Interview oder Oral History.

## Fachgeschichte

### Anfänge in der Moderne
Als zur Zeit des Humanismus in Deutschland die Germania des Tacitus von Gelehrten wiederentdeckt wurde, begann man sich auch für die Lebensumstände des „einfachen Volkes“ zu interessieren, indem man die Inhalte seines Werkes mit der Gegenwart verglich. Wie viele andere geisteswissenschaftliche Fächer, entstand auch die Volkskunde aus den am Beginn der Moderne maßgeblichen Strömungen Aufklärung und Romantik. Im Zusammenhang mit der Aufklärung entstand um 1750 die Kameralistik, Statistik und Staatenkunde. Sie sah ihre Aufgabe in einer umfassenden Landesbeschreibung, die dem absolutistischen Herrscher detailliertes Wissen über dessen Länder und Bevölkerung im Sinne der bestmöglichen Regierbarkeit und Optimierung der Wirtschaftlichkeit liefern sollte. Im Umkreise der Statistik kam um 1780 die Bezeichnung Volks- und Völkerkunde erstmals auf – die frühste belegbare Begriffserwähnung stammt aus der Hamburger Zeitschrift Der Reisende von 1782 – beide Begriffe wurden anfangs als Synonym verwendet. Nachhaltig prägend wirkte die Romantik, deren Suche nach Natürlichem, Authentischem und Nationalem eine intensive Auseinandersetzung mit der eigenen Geschichte und Vergangenheit forderte. Hierauf fußt das frühe Interesse beispielsweise an Mythologie, Poesie, Märchen, Sagen oder Volksliedern, wobei Johann Gottfried Herder theoretische Grundlagen und Konzepte lieferte. Wichtige Vertreter dieser Phase sind beispielsweise Achim von Arnim, Clemens Brentano oder die Brüder Grimm.
So verstanden ist die Volkskunde sowohl ein Produkt als auch ein Symptom der Moderne: Die durch die Industrialisierung beschleunigten und oft als Bedrohung empfundenen gesellschaftlichen und kulturellen Veränderungen führten zu einer Beschäftigung mit scheinbar stabilen Elementen in der Kultur, die man hauptsächlich im ländlichen Milieu zu finden glaubte.

### Volkskunde im 19. Jahrhundert
Ab der Mitte des 19. Jahrhunderts begann sich das Fach zu institutionalisieren: 1852 rief Hans von und zu Aufseß das Germanische Nationalmuseum in Nürnberg für kulturgeschichtliche Sammlungen des Mittelalters sowie der frühen Neuzeit ins Leben. Sechs Jahre später (1858) begann Wilhelm Heinrich Riehl sich mit seinem programmatischen Vortrag „die Volkskunde als Wissenschaft“ für eine Disziplin starkzumachen. Obwohl seine Involviertheit in der Bildung einer Fachdisziplin fragmentarisch blieb und er bis heute eine umstrittene Figur innerhalb der Fachgeschichte darstellt, haben sich Zweige volkskundlicher Fragestellungen im 19. und anfänglichen 20. Jahrhundert an seiner Programmatik orientiert. Diese sieht Volk als organologische Einheit, die es systematisch zu erforschen gilt. Mit dem Volk als naturgegebenes Konzept wandte sich die Volkskunde immer mehr von einer aufgeklärten zu einer romantischen Wissenschaft hin, die nach einer volkstümlichen Lebensweise suchte, die es so niemals gab. Dies kann als erste Tendenz zum Nazismus gesehen werden, wobei es jedoch auch Kontinuitäten und Brüche bei dieser historischen Betrachtung gibt.
Gut drei Jahrzehnte darauf (1889) gründete Rudolf Virchow in Berlin das (spätere) Museum für Deutsche Volkskunde, das heute Museum Europäischer Kulturen heißt; im Jahr darauf (1890) gründete Karl Weinhold, ebenfalls in Berlin, den ersten Verein für Volkskunde, der ab 1891 die Zeitschrift für Volkskunde herausgab. Weitere Vereine und Museen entstanden in Österreich, Bayern und der Schweiz. Im Jahr 1919 wurde die Volkskunde schließlich zu einem universitären Lehrfach. Otto Lauffer erhielt den ersten volkskundlichen Lehrstuhl im Deutschen Reich an der Universität Hamburg, aber der erste (damals noch unbezahlte) Professor für Volkskunde im deutschen Sprachraum wurde 1931 Viktor von Geramb an der Karl-Franzens-Universität in Graz.

### Volkskunde im 20. Jahrhundert

#### Volkskunde bis in die 1930er Jahre
Grundsätzliche Fragen – zum Beispiel nach einer Definition für Volk oder nach der Entstehung volkstümlicher Kulturgüter – wurden erstmals 1900 in Basel von Eduard Hoffmann-Krayer, John Meier und anderen erläutert. Anfang der 1920er Jahre formulierte Hans Naumann seine darauf aufbauende Theorie vom gesunkenen Kulturgut und primitiven Gemeinschaftsgut. Wie Hoffmann-Krayer vertrat Naumann eine Zweischichtentheorie – anders als jener glaubte er jedoch, dass wesentliche Erscheinungsformen kulturellen Lebens stets von gehobenen sozialen Schichten geschaffen und von niedrigeren lediglich übernommen werden.
Auf dem Feld der Erzählforschung war die Finnische Schule für die erste Jahrhunderthälfte tonangebend. Die Kulturraumforschung konnte sich ab 1926 vom Rheinland aus in großen Teilen des deutschen Sprachraums etablieren. Ende der 1920er Jahre bereicherte die Schwietering-Schule mit ihrer soziologisch-funktionalistischen Betrachtungsweise die Volkskunde. Eine eher psychologische Herangehensweise vermittelte Adolf Spamer von 1936 an in Berlin.
Ein bekannter Volkskundler war auch Joseph Klapper (1880–1967), geboren in Habelschwerdt (Bystrzyca Kłodzka). Er widmete sein Augenmerk auf Schlesien. Im Jahr 1925 erschien sein Buch Schlesische Volkskunde, 1952 neu aufgelegt im Stuttgarter Brentanoverlag.

#### Volkskunde in der Zeit des Nationalsozialismus
In der Zeit des Nationalsozialismus wurde eine rassistisch und volkserzieherische Volkskunde, die ihren Anspruch auf Wissenschaftlichkeit völlig verlor, zur dominierenden Lehre. Ältere Vorstellungen eines dauerhaften, in Rasse und Lebensraum wurzelnden National- und Stammescharakters, wie sie unter anderem von Martin Wähler vertreten wurden, kamen dieser Instrumentalisierung entgegen. Nach Ende des Zweiten Weltkriegs wurde vor allem von soziologischer Seite die Forderung laut, dem Fach seine Eigenständigkeit abzuerkennen.
Der Nationalsozialismus hatte die Institutionalisierung des Faches grundlegend vorangetrieben. 1933 gab es erst eine ordentliche und eine außerordentliche Professur für Volkskunde in Hamburg und Dresden. Bis 1945 verfügten so gut wie alle Universitäten in Deutschland über Professuren in der Volkskunde. Die Institutionalisierung während des Zweiten Weltkrieges stellte also eine Grundlage des Weiterbestehens des Faches nach 1945 dar.

#### Volkskunde in der Nachkriegszeit und Neupositionierung in den 1960/70ern
Eine neue Hoffnung brachte jedoch bereits 1946 Richard Weiss’ Volkskunde der Schweiz mit sich, und zwar aufgrund seiner (für die damalige Zeit überaus beispielhaften) psychologisch-funktionellen Sichtweise. In der Bundesrepublik Deutschland und ebenso in Österreich tat man sich in der Folgezeit ungeachtet dessen schwer, die Instrumentalisierung des eigenen Faches durch die Nationalsozialisten kritisch zu reflektieren. Nicht zuletzt deshalb erschien es einzelnen Instituten wichtiger, den Gegenstandsbereich der Volkskunde neu zu definieren oder zu ergänzen. So stellte Hermann Bausinger in seiner 1961 publizierten Arbeit Volkskultur in der technischen Welt das Selbstverständnis des Faches als Erforschung vor allem bäuerlicher Traditionen und Kulturinhalte in Frage. Insbesondere sei der Begriff Volkskultur zu hinterfragen, da er eine scheinbar unveränderliche, ursprüngliche Kultur postuliere. Im Anschluss an Bausingers Kritik entwickelten sich neue Forschungsansätze und -schwerpunkte, die vor allem den Bereich der zeitgenössischen Alltagskultur in den Fokus brachten. Konrad Köstlin kritisierte allerdings, dass diese „moderne Volkskunde“ in vielen Fällen lediglich eine idealisierende Darstellung der Arbeiterschicht (als Träger der Volkskultur) gebracht hätte, während man andererseits den „alten“ Volkskundlern vorwerfe, die bäuerliche Kultur idealisiert zu haben – die isolierte Betrachtungsweise, so Köstlin, sei aber in beiden Fällen die gleiche.
Im Jahr 1970 fand die Arbeitstagung der Deutschen Gesellschaft für Volkskunde (DGV) in Falkenstein (Falkensteiner Tagung) statt, hierbei wurde kritisch über Theorien, das Selbstverständnis, die Fachgeschichte und bislang tragende volkskundliche Grundbegriffe wie Volk, Stamm, Gemeinschaft, Tradition, Kontinuität und Sitte diskutiert, mit dem Ergebnis einer Neupositionierung und eines Paradigmenwechsels: Man lehnte das damalige Verständnis von „Volkskultur“ ab und wollte stattdessen stärker gegenwartsbezogen forschen und sich soziokulturellen Problemen widmen. Zudem bildeten sich zwei Positionen bezüglich des wissenschaftlichen Umgangs mit dem Begriff „Kultur“. Die Fachvertreter des ehemaligen Instituts für Volkskunde in Tübingen, das zu diesem Zeitpunkt bereits in das Institut für empirische Kulturwissenschaft umbenannt worden war, plädierten für die Soziologie als neue Leitdisziplin. Die Vertreter des Institutes in Frankfurt am Main hingegen betonten die inhaltliche Nähe der Volkskunde zu ethnologischen Disziplinen wie der Ethnologie (Völkerkunde) und der angelsächsischen Cultural Anthropology. Mehrheitlich schloss man sich der ersten Gruppe an, innerhalb derer Kultur nun primär als Regulationsmodell des Alltags verstanden wird. Manifestiert hat sich diese Diskussion in der (im Übrigen bis heute andauernden) Debatte darüber, wie das Fach neu zu benennen sei, um solchermaßen auch nach außen hin ein Signal der selbst verordneten Neuorientierung zu setzen. Institutsumbenennungen waren die Konsequenz: Berlin, Freiburg, Marburg und Wien entschieden sich für Europäische Ethnologie, Frankfurt am Main für Kulturanthropologie und Europäische Ethnologie, Göttingen für Kulturanthropologie/Europäische Ethnologie, Tübingen für Empirische Kulturwissenschaft, Regensburg für Vergleichende Kulturwissenschaft. Andernorts beließ man es bei dem alten Namen oder wählte eine Doppelbezeichnung, zum Beispiel Volkskunde/Europäische Ethnologie in München und Münster, Volkskunde/Kulturgeschichte in Jena, Europäische Ethnologie/Volkskunde in Innsbruck, Würzburg und Kiel, Kulturanthropologie/Volkskunde in Mainz sowie Volkskunde und Kulturanthropologie in Graz. Derzeit gibt es 28 Universitätsinstitute im deutschen Sprachraum (Stand: 2005). Die Deutsche Gesellschaft für Empirische Kulturwissenschaft (DGEKW), die 1963 in Marburg im Sinne der Volkstumsforschung gegründet wurde, führt nach eigenen Angaben die Arbeit des Verbandes der Vereine für Volkskunde (gegründet 1904) fort.

### Gegenwärtige Situation
Die Volkskunde wird an deutschsprachigen Hochschulen als eigenständiges Fach auch unter den Namen Europäische Ethnologie, Kulturanthropologie oder empirische Kulturwissenschaft geführt, weswegen Volkskunde auch mit dem von Gottfried Korff geprägten Begriff „Vielnamenfach“ benannt wird. Gegenwärtig existieren an 21 deutschen Universitäten insgesamt 37 Lehrstühle für Volkskunde. Die Volkskunde gehört somit zu den sogenannten kleinen Fächern (siehe auch Liste der Kleinen Fächer).
Die Volkskunde untersucht das Andere in der eigenen (deutschen oder europäischen) Kultur. Betont werden bei einer volkskundlichen Herangehensweise Phänomene der Alltagskultur. Der Schwerpunkt liegt dabei im europäischen Raum, wobei Prozesse wie Globalisierung oder Transnationalisierung den Blick über die Grenzen Europas hinweg notwendig gemacht und zu einer größeren Schnittmenge mit der Ethnologie geführt haben. Diese bis heute anhaltenden inhaltlichen wie methodischen Annäherungen haben in den letzten Jahren zu Debatten um die Demarkationslinien der sozial- und kulturwissenschaftlichen Fächer geführt.
Anders als die Bezeichnung Europäische Ethnologie vermuten lässt, ist das Fach jedoch bis heute ausschließlich im deutschen Sprachraum verankert. Der griechische Volkskundler und Philologe Nikolaos Politis (1852–1921) hat den Neologismus Laographie (von griechisch Λαογραφία: Folkloristik) geprägt. Er entspricht in etwa der deutschen Volkskunde als Integrationsbegriff der Kulturforschung. Die Folkloristik wird im griechischen Sprachraum u. a. als Studium kleiner Gruppen von Menschen in ihrer natürlichen Umgebung begriffen (vergleiche Ethnographie) und untersucht Sitten und Bräuche als prägend für einen Ort und seine Kultur.

## Themenfelder
Gegenwärtige beschäftigen sich Vertreter des Faches mit folgenden Themen, die auch in Kommissionen der Deutschen Gesellschaft für Empirische Kulturwissenschaft (ehem. Deutsche Gesellschaft für Volkskunde) repräsentiert sind (Stand: 2022):
- Kommission Arbeitskulturen
- Kommission (für) Digitale Anthropologie (ehem. Digitalisierung im Alltag)
- Kommission Erzählforschung
- Kommission Europäisierung/Globalisierung: Ethnografien des Politischen
(Europeanisation/Globalisation: Anthropology of Policy)
- Kommission (für) Film und audiovisuelle Anthropologie
- Kommission (für) Fotografie
- Kommission Frauen- und Geschlechterforschung (Gender Studies)
- Netzwerk Gesundheit und Kultur in der volkskundlichen Forschung
- Kommission Kulturanalyse des Ländlichen
- Kommission (für) kulturelle Kontexte des östlichen Europa (ehem. deutsche und osteuropäische Volkskunde)
- Kommission Kulturen populärer Unterhaltung und Vergnügung
- Arbeitsgruppe Migration und Museum
- Kommission Mobilitäten_Regime
(bis 2016: Kommission Tourismusforschung)
- Kommission (zur Erforschung) musikalische(r) Volkskulturen
(bis 2012: Kommission für Lied-, Musik- und Tanzforschung)
- Kommission (für) Ostjüdische Volkskunde (2012 stillgelegt)
- Kommission (für) Religiosität und Spiritualität
- Kommission Sachkulturforschung und Museum
(bis 2012: Arbeitsgruppe für Sachkulturforschung und Museum, vormals Arbeitsgruppe Kulturhistorischer Museen oder Arbeitsgruppe kulturgeschichtliche Museen)